# Demetrias atricapillus

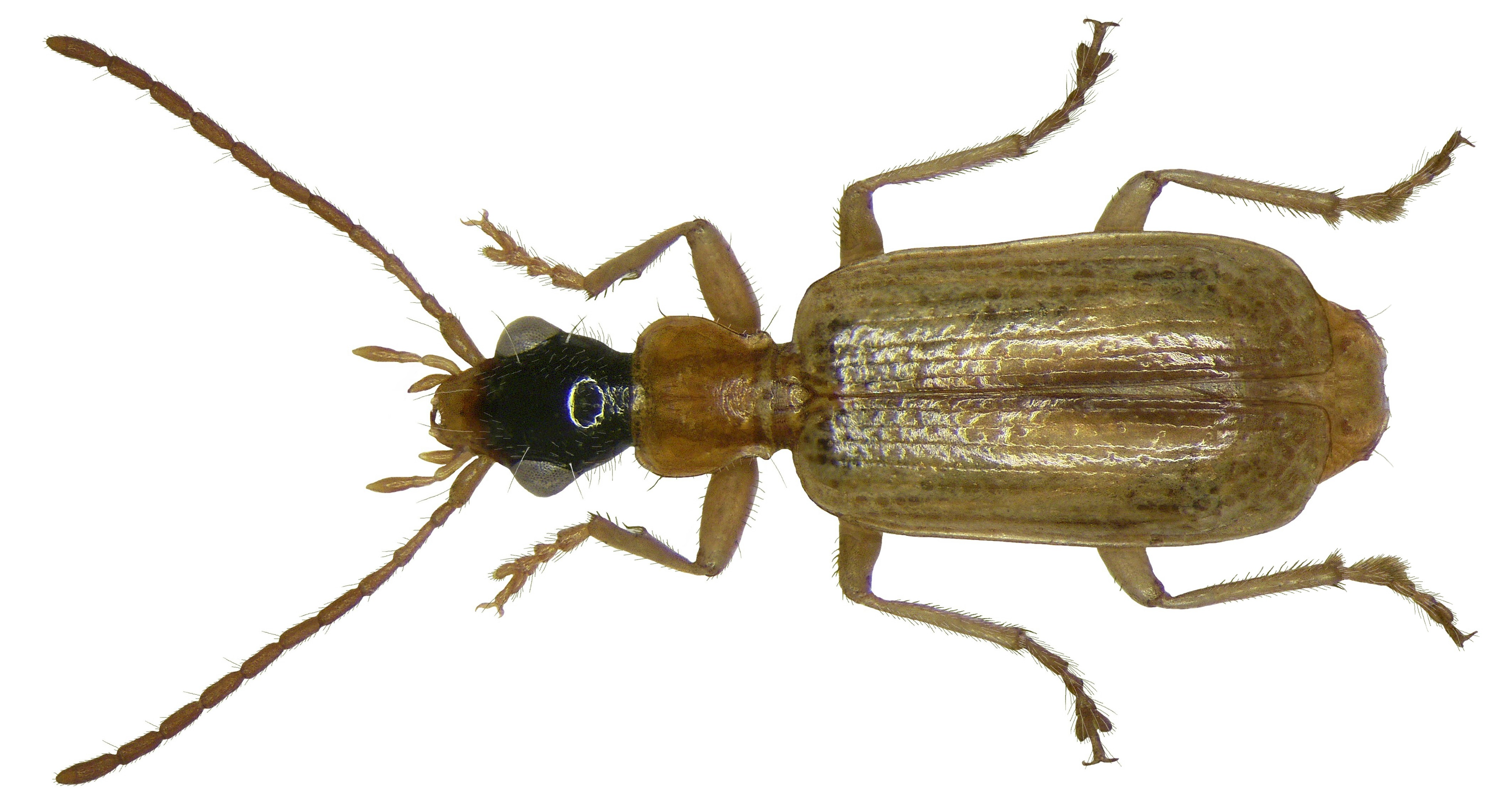
Präparat – Dorsalansicht

Demetrias atricapillus, auch als Schwarzköpfiger Scheunenläufer oder als Gewöhnlicher Halmläufer bekannt, ist ein Laufkäfer aus der Unterfamilie Harpalinae.

## Merkmale
Die kleinen Laufkäfer erreichen eine Körperlänge von 4,5–6 mm. Die gelb-braunen Käfer besitzen einen schwarzen Kopf sowie ein rotes Halsschild. Ferner besitzen sie eine leicht angeschwärzte Flügelnaht sowie in seltenen Fällen eine braun-schwarze dreieckige Makel an der Basis der Deckflügel. Die Klauen besitzen 3 größere Zähnchen.

## Verbreitung
Die Käferart kommt in der Paläarktis vor. Sie ist in Europa weit verbreitet. Ihr Vorkommen reicht im Norden bis nach Süd-Skandinavien und den Britischen Inseln einschließlich Irland. Das Verbreitungsgebiet umfasst ferner den Mittelmeerraum und das angrenzende Nordafrika sowie Kleinasien und den Nahen Osten.
Die Art gilt in Westeuropa als verbreitet und häufig, sie wird nach Osten hin seltener. Bereits in Deutschland liegen für den Osten Bayerns und Brandenburgs nur noch wenige Funde vor. In Berlin stammt der erste und bisher einzige Nachweis aus 2014. Aus Rumänien, der Slowakei und Litauen liegen nur Einzelnachweise vor.

## Lebensweise
Die Käfer findet man von Frühjahr bis Herbst. Die Art bevorzugt als Lebensraum lehmige Wiesen, Ruderalflächen, Flussauen und Dünen, häufig in der Nähe von stehenden Gewässern. Die Käfer halten sich meist unter Laub oder an Grasbüscheln auf. Sie besitzen gute Flugfähigkeit und, ungewöhnlich für Laufkäfer, auch Kletterfähigkeit, so dass sie nicht nur am Boden leben, sondern häufig jagend in der Vegetationsschicht anzutreffen sind. Sie fressen hauptsächlich Blattläuse. Die Käferart überwintert als Imago.
Als Prädator von Blattläusen wird der Art potentieller Nutzen als Nützling in der Landwirtschaft zugesprochen. Demetrias atricapillus gehört in Äckern oft zu den häufigsten Laufkäfer-Arten. Sie überwintert in Ackerrandstreifen, so dass deren Anlage zur Förderung der Nützlingsdichte vorgeschlagen worden ist. Durch die gute Flugfähigkeit der Art, die oft fliegend angetroffen wird, erscheint aber die Zuordnung der Individuen in einem Randstreifen zu den jeweils benachbarten Feldern nicht gesichert.